# Braga (distrikt)
Distrito de Braga är ett av Portugals 18 distrikt. Dess residensstad är Braga, 47 km nordost om Porto.
Det ligger i nordvästra Portugal och omfattar den södra delen av landskapet Minho.
Det gränsar i norr till Viana do Castelos distrikt och Spanien, i öst till Vila Reals distrikt, i söder till Portos distrikt, och i väst har kust mot Atlanten.
Det har cirka 826 108 invånare och en yta på 2076 km².

## Tätorter
De största tätorterna i länet:
- Braga
- Guimarães
- Esposende
- Barcelos
- Famalicão
- Vizela
- Fafe

## Kommuner
Bragas distrikt omfattar 14 kommuner (municípios), med 515 stadsdelar/kommundelar (freguesias).
- Amares
- Barcelos
- Braga
- Cabeceiras de Basto
- Celorico de Basto
- Esposende
- Fafe
- Guimarães
- Póvoa de Lanhoso
- Terras de Bouro
- Vieira do Minho
- Vila Nova de Famalicão
- Vila Verde
- Vizela

Enligt författningen ska Portugals indelning i administrativa distrikt (distrito) ersättas av en ny indelning i regioner (região) och underregioner (subregião).
I den framtida indelningen av landet hamnar distriktets kommuner i regionen Norra Portugal och i underregionerna Cávado, Ave och Tâmega e Sousa.

## Sevärdheter
Staden är känd för sin domkyrka från 1100-talet (Sé de Braga) och för sin vallfartskyrka från 1700-talet (Bom Jesus do Monte).
- Parque Nacional da Peneda-Gerês (Peneda-Gerês nationalpark; landets enda nationalpark)[8]
- Bom Jesus do Monte (Vallfartskyrka)[2]
- Sé de Braga (Domkyrkan i Braga)[2]
- Castelo de Guimarães (Borgen i Guimarães)[2]
- Citânia de Briteiros (Fornborg från järnåldern)[9]

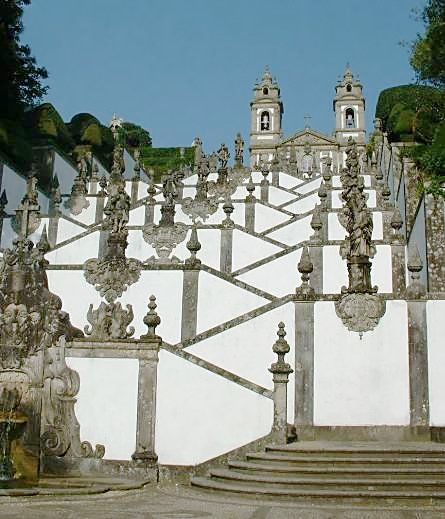
Vallfartskyrkan Bom Jesus do Monte
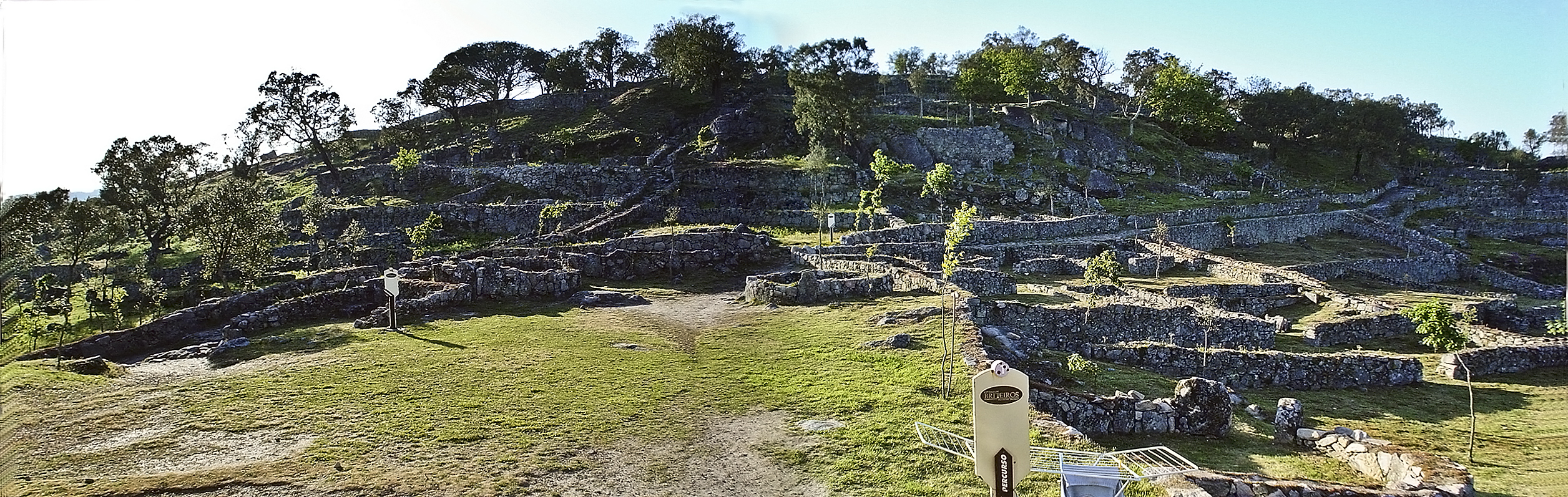
Fornborgen Citânia de Briteiros
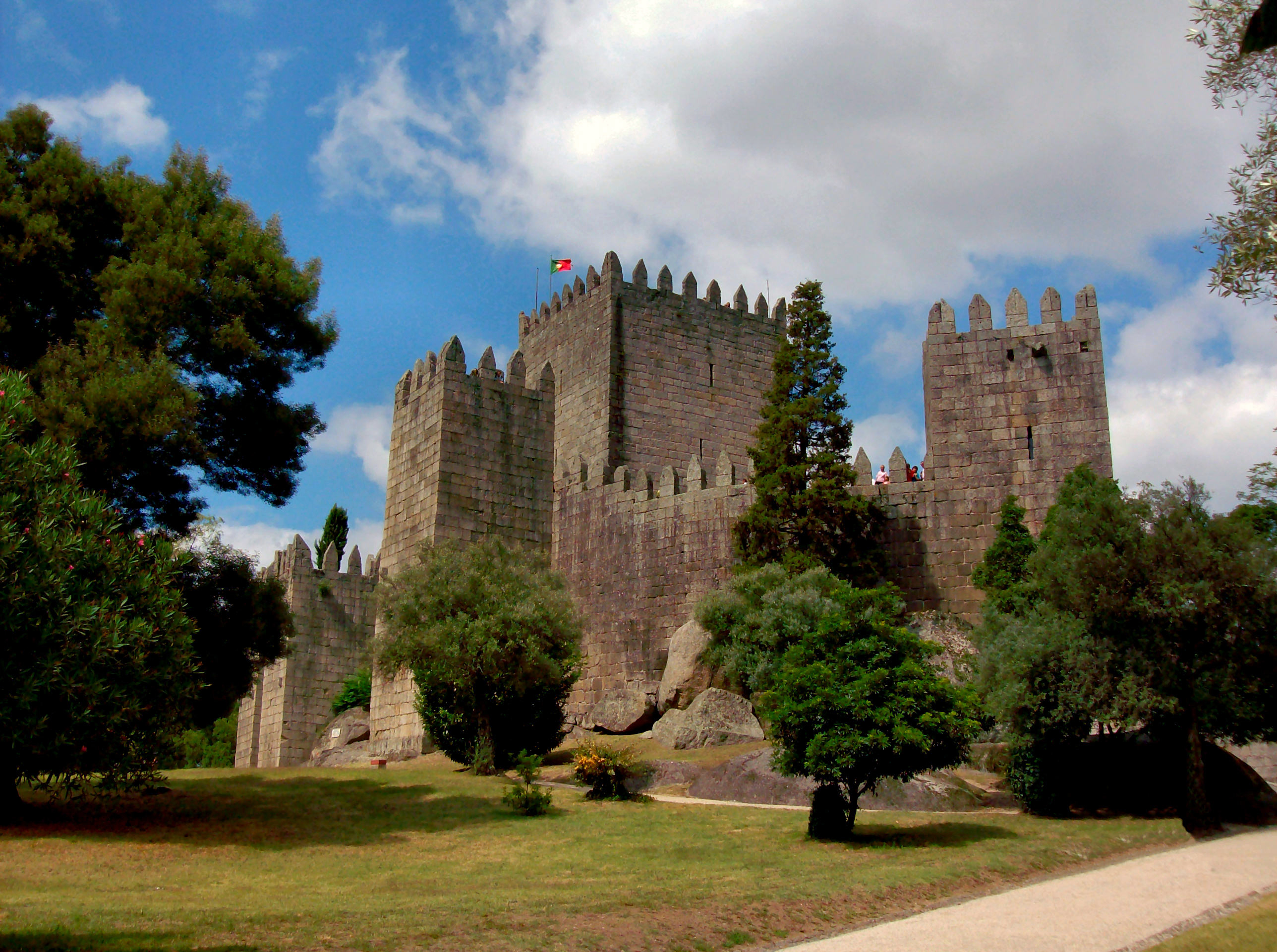
Borgen i Guimarães (1100-talet)

## Bilder

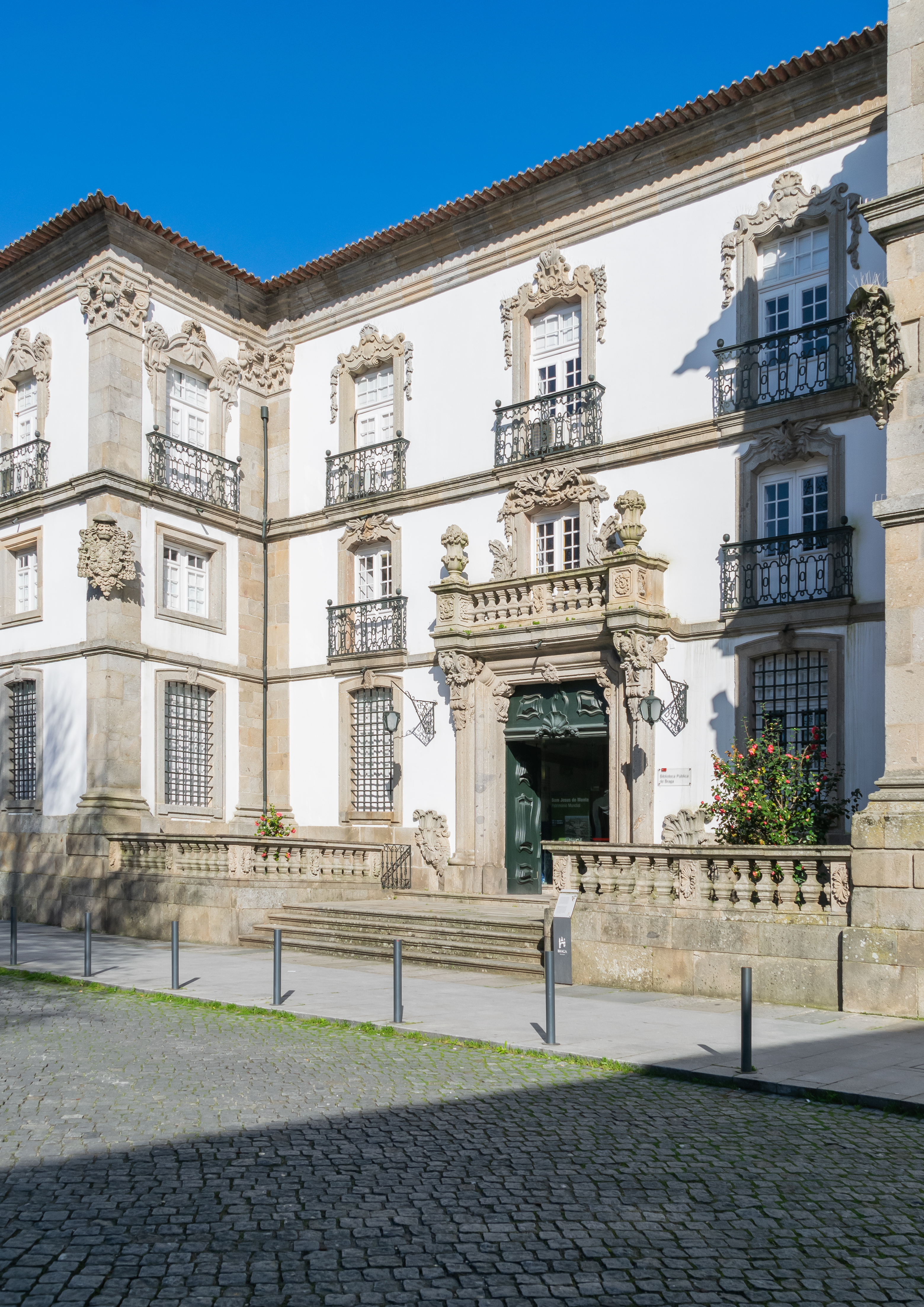
Folkbiblioteket i Braga
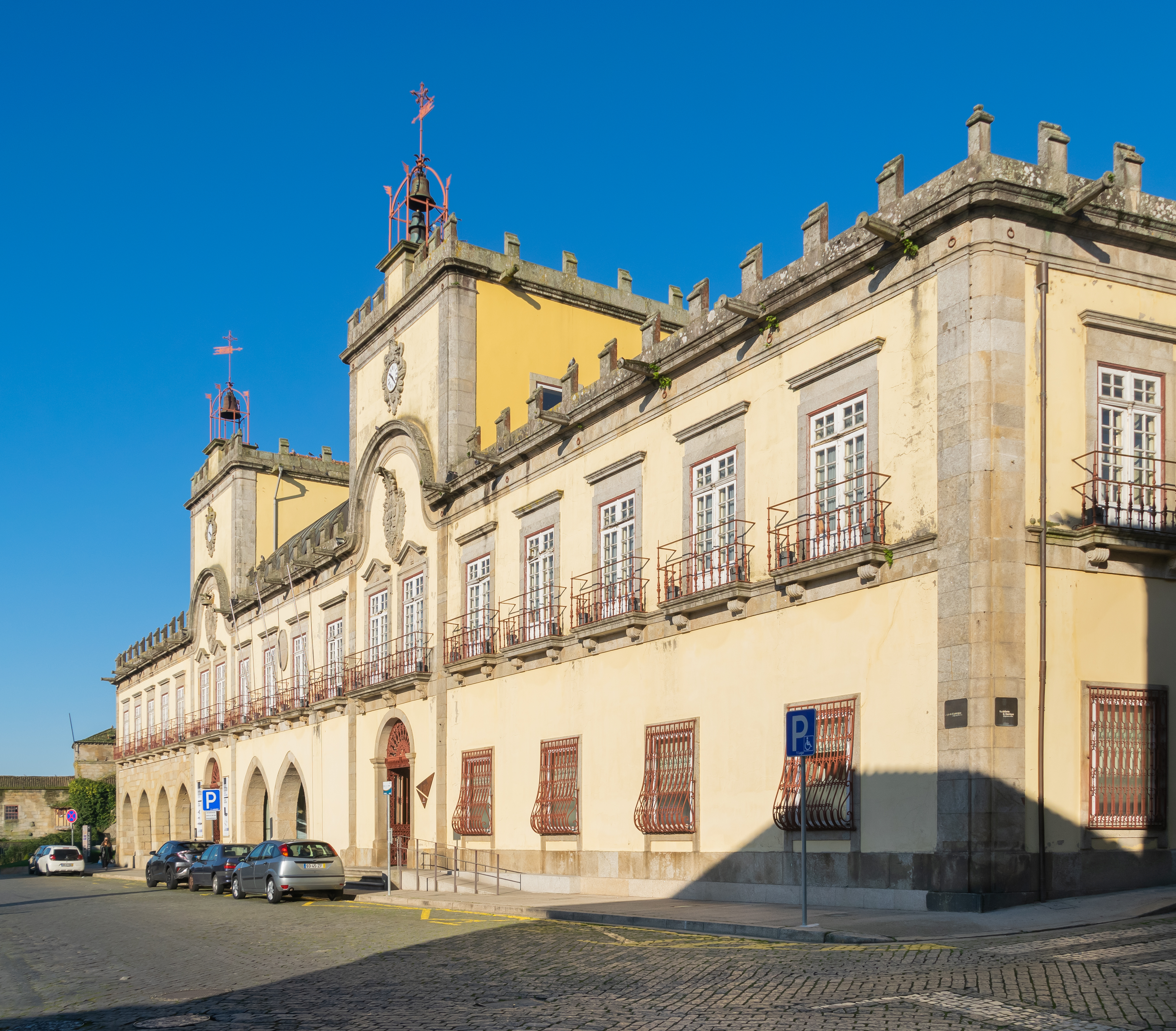
Kommunhuset i Barcelos
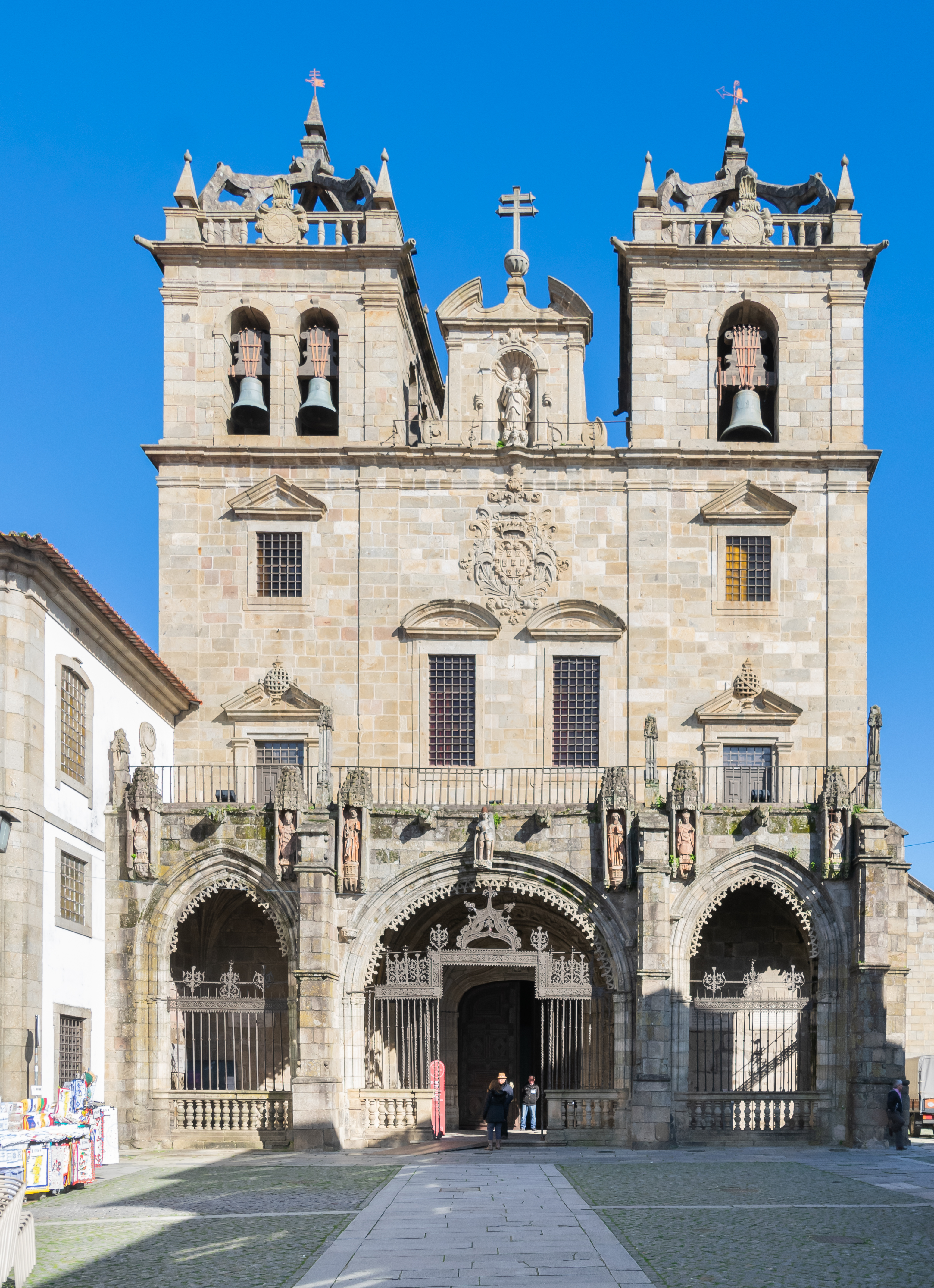
Domkyrkan i Braga
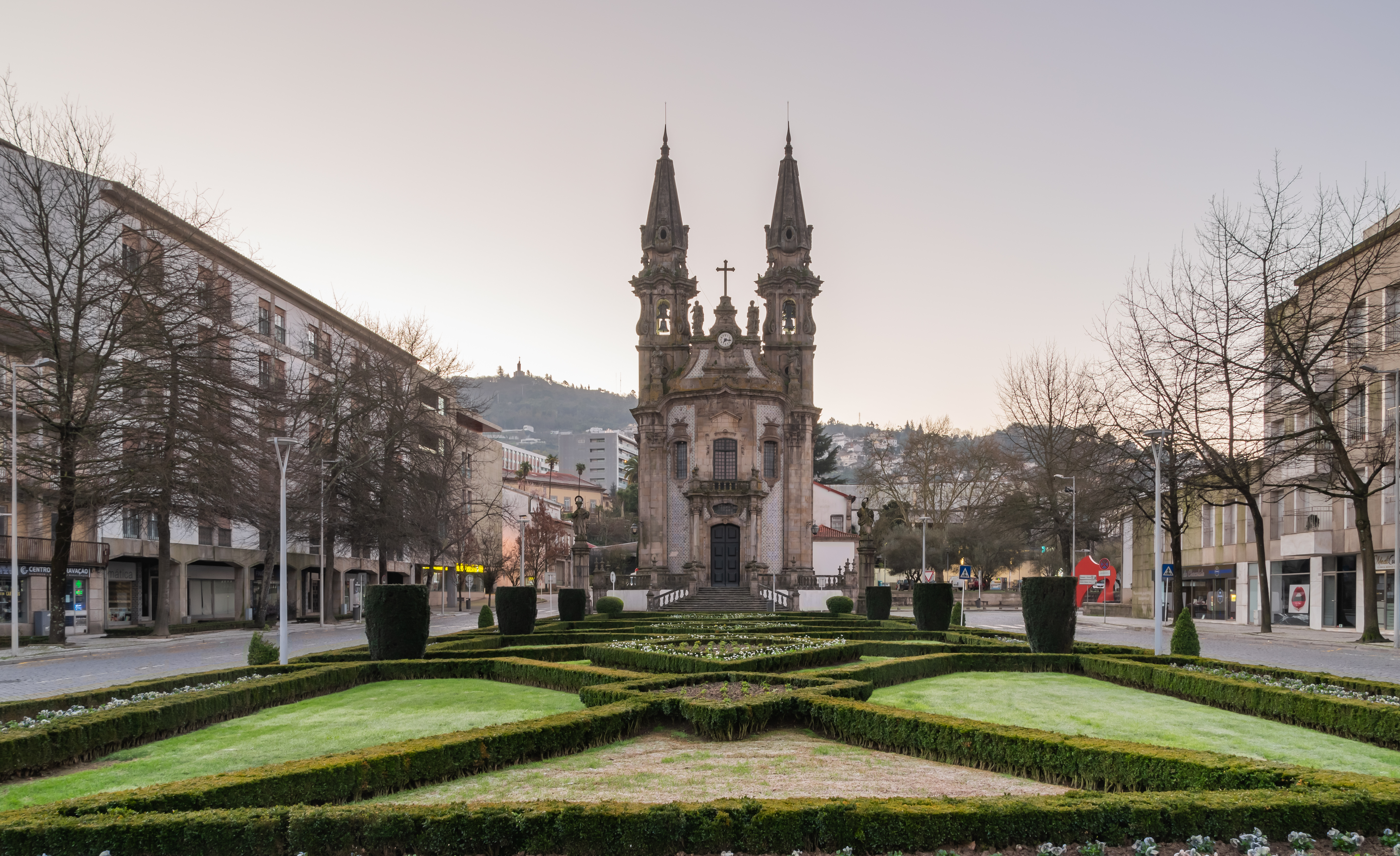
Kyrkan Nossa Senhora da Consolação i Guimarães
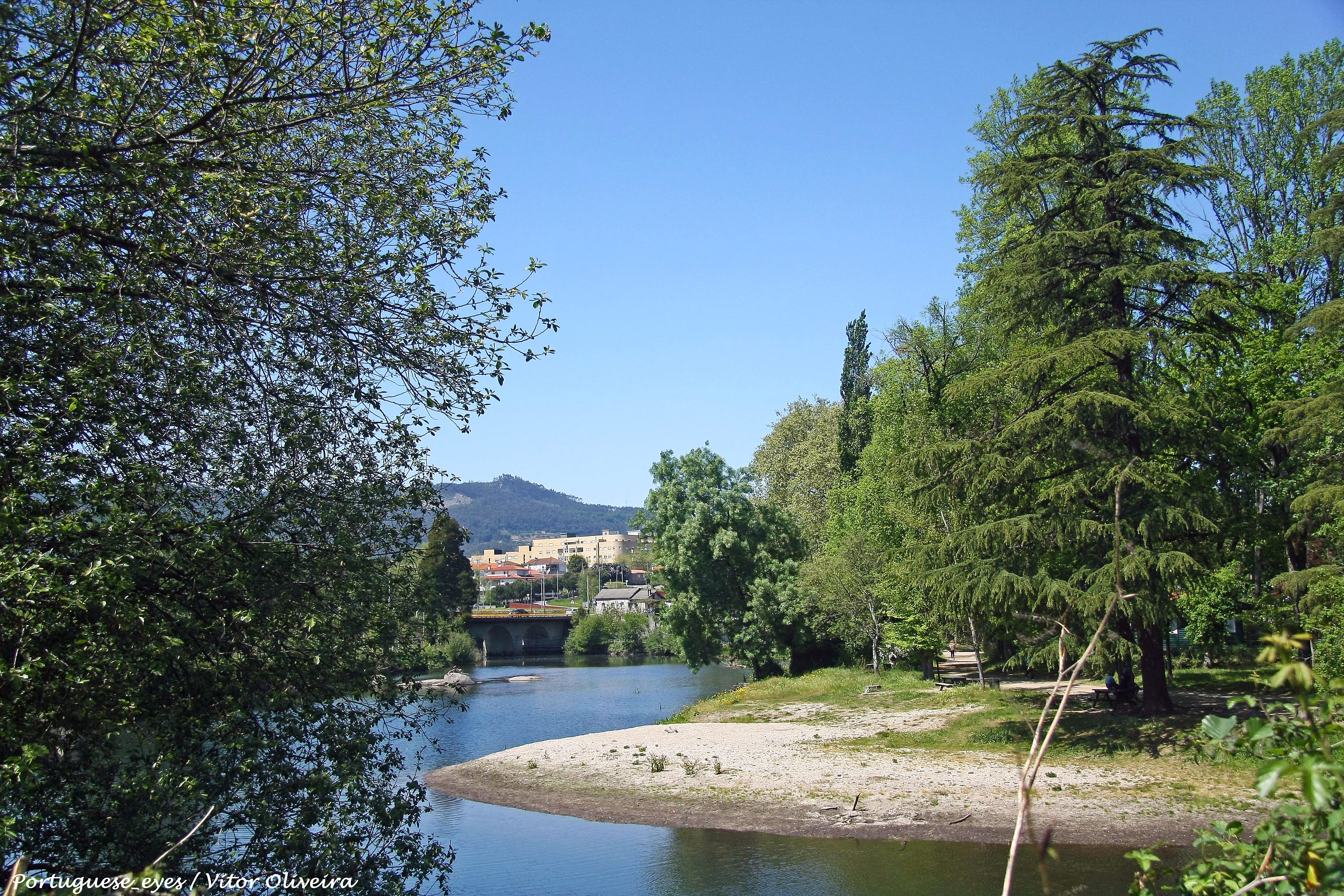
Badstranden i Taipas
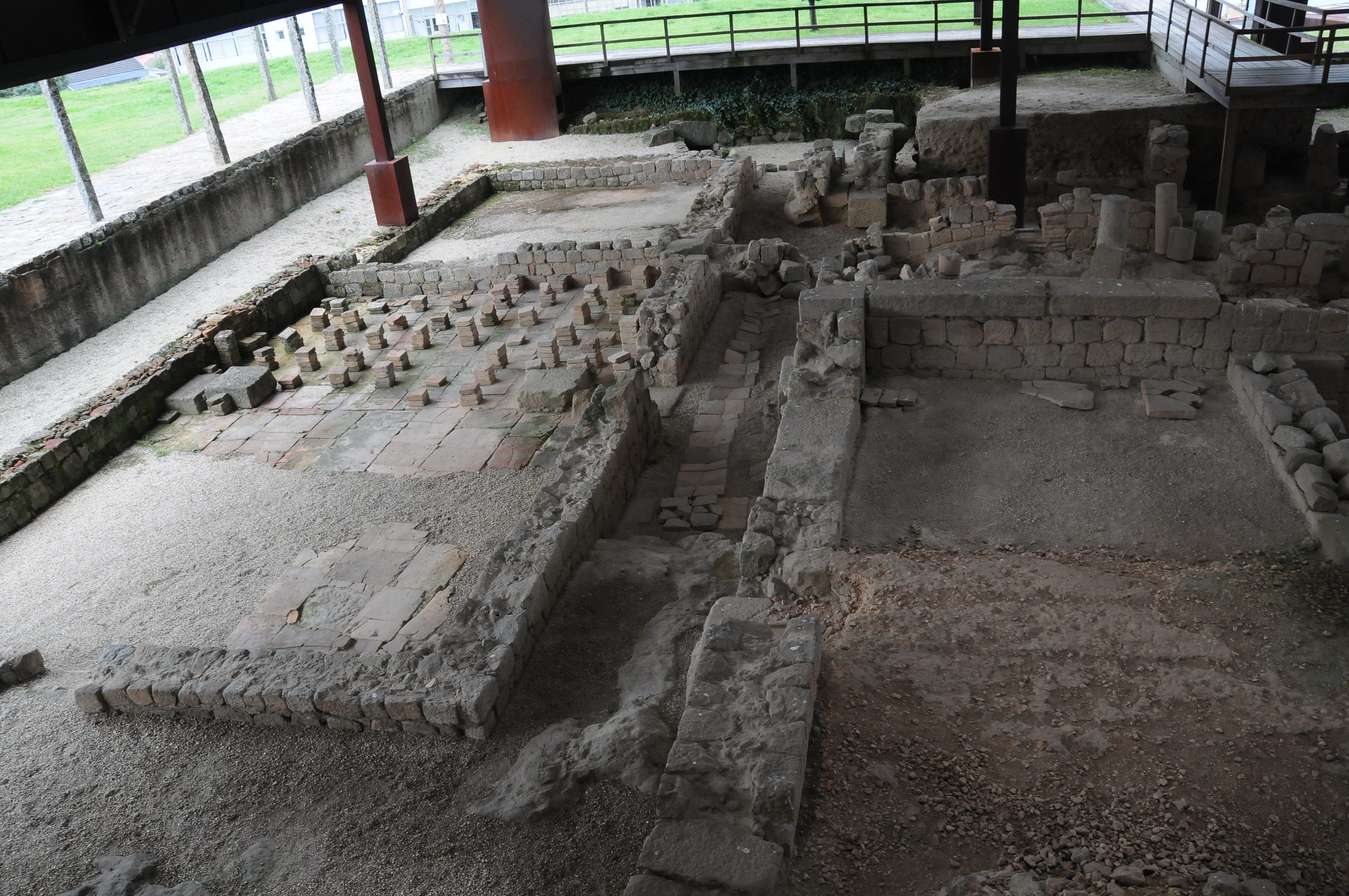
Romerskt badhus i Alto da Cividade